# Ormia lopesi
Ormia lopesi är en tvåvingeart som beskrevs av Tavares 1962. Ormia lopesi ingår i släktet Ormia och familjen parasitflugor. Inga underarter finns listade i Catalogue of Life.